# Concert per a flauta (Nielsen)
El Concert per a flauta i orquestra de Carl Nielsen (FS 119) va ser escrit el 1926 per a Holger Gilbert-Jespersen, que va succeir a Paul Hagemann com a flautista del Quintet Copenhaguen. El concert, en dos moviments, va ser generalment ben acollit a la seva estrena el 21 d'octubre de 1926 a la sala de concerts de la Maison Gaveau de París, amb l'Orquestra de la Societat de Concerts del Conservatori dirigida per Emil Telmányi i amb Gilbert-Jespersen com a flautista.

## Origen i context
El 1921, Nielsen va escoltar el Quintet de vent Copenhaguen assajant música de Mozart i va quedar impactat per la bellesa tonal i la musicalitat del grup. Aquell mateix any va escriure el seu Quintet de vent expressament per a aquest conjunt. L'últim moviment del quintet de vent és un tema i variacions que representen en la música les personalitats dels cinc intèrprets i els seus respectius instruments, de la mateixa manera que Elgar va retratar els seus amics a les Variacions Enigma. Amb la promesa d'escriure un concert per a cada membre del quintet, va començar amb el flautista Holger Gilbert-Jespersen (1890-1975). A conseqüència de la mala salut, només va poder completar un concert més abans de la seva mort, el Concert per a clarinet, per al clarinetista del grup, Aage Oxenvad, que va completar el 1928.
Nielsen va començar a treballar en el concert de flauta mentre viatjava per Alemanya i Itàlia l'agost de 1926, amb la intenció de ser interpretat a París en un concert dedicat a quatre de les seves obres el 21 d'octubre. Malauradament, a conseqüència d'una dolència estomacal prolongada, no va acabar l'obra a temps i va haver d'introduir un final temporal per a la seva estrena a París.

## Recepció
L'obra va ser rebuda positivament en la seva estrena a París a la Maison Gaveau el 21 d'octubre de 1926, amb l' Orchestre de la Société des Concerts du Conservatoire i amb el seu gendre, Emil Telmányi, a la direcció. Paul Le Flem va escriure a Comoedia: "El Concert per a flauta i orquestra, interpretat de manera excepcional per M. Holger-Gilbert Jespersen, és l'obra més recent del Sr. Nielsen. Té picant, empenta i no li falta humor". Però Jan Meyerheim, escrivint al Paris Telegram, no estava d'acord: "El Concert per a flauta, ben interpretat per M. Jespersen, no m'importava gens; estava més enllà de la meva comprensió". Nielsen va dir que l'estrena, amb els intèrprets totalment dedicats a l'obra, va ser una de les "més grans experiències" de la seva vida. Es va informar que tant Maurice Ravel com Arthur Honegger hi assistien, i aquest últim va dir que "la famosa Orquestra del Conservatori va tocar molt bé i el concert de flauta es va interpretar d'una manera magistral i amb un to delicat: hi va haver una gran ovació i el solista Gilbert. Jespersen "flûtiste de grande classe" - va ser cridat diverses vegades.
No va ser fins al 25 de gener de 1927 que es va interpretar la primera versió completa a la Musikforeningen de Copenhaguen. El concert de flauta s'ha convertit en part del repertori internacional de Nielsen.

## Música
A més de la seva flauta solista, el concert està gravat per a dos oboès, dos clarinets, dos fagots, dues trompes, trombó baix, timbales i cordes. Un avenç de l'estil més aviat tradicional del Concert per a violí de Nielsen, reflecteix les tendències modernistes dels anys 20 i manca d'estabilitat tonal. L'obra és generalment d'estil neoclàssic, però només inclou dos moviments en comptes de tres, com en la forma de concert clàssic.
1. Allegro moderato
El moviment primer, "Allegro moderato", de 11 minuts varia entre re menor, mi bemoll i fa major. Els passatges solistes, els diàlegs entre la flauta solista i l'orquestra, i una conversa entre el clarinet i el fagot caracteritzen la música. Després d'una interrupció inesperada del trombó baix, la flauta pren protagonisme amb un tema "cantabile" en mi major. Una cadenza orquestral porta de nou als temes inicials abans d'acabar calmadament en una tonalitat propera al sol bemoll major. Gran part del contingut d'aquest moviment sembla música de cambra entre la flauta i diversos instruments.[3]
2. Allegretto un poco – Adagio ma non troppo – Allegretto – Poco adagio – Tempo di marcia
Nielsen descriu l'inici del segon moviment, de 7 minuts, com tenint "una mica de maldat en algunes notes llançades per l'orquestra, però l'atmosfera es relaxa ràpidament, i, quan entra la flauta solista, ho fa amb una innocència infantil." L'inici melodiós del moviment fluctua entre "Allegretto" i "Adagio" abans de fixar-se en una variació de "Tempo di marcia" sobre l'obertura melòdica. El trombó baix introdueix una sèrie final de lliscaments juganers, portant l'obra a la seva conclusió.[5][6]